# نيوفيتش
نيوفيتش بالإنجليزية (Neofetch) هي أداة لعرض معلومات النظام تُستخدم بشكل رئيسي على توزيعات لينكس، لكن يمكن استخدامها أيضًا على أنظمة أخرى مثل
ماك او اس وويندوز واندرويد واي او اس وتوزيعة برمجيات بيركلي وهيرد وهايكو وآيركس ومينيكس وسولاريس . تم كتابتها باستخدام لغة البرمجة النصية باش، الأداة كانت تهدف إلى عرض معلومات عن النظام مثل إصدار النظام، المعالج، الذاكرة، وغيرها من المعلومات المتعلقة بالجهاز بطريقة جذابة عبر سطر الأوامر.
تم إيقاف تطوير أداة نيوفيتش في 26 أبريل 2024، وكان آخر إصدار لها في عام 2020 
كانت الأداة تمتاز بتصميم جميل، حيث عند عرض معلومات النظام، يظهر شعار التوزيعة لينكس التي تستخدمها مثل ارتش لينكس أو حتى نظام ماك او اس و ويندوز او غيرها باستخدام فن أسكي، وهو أسلوب يتم فيه تشكيل صورة الشعار باستخدام الحروف والرموز.
تعرض أداة نيوفيتش المعلومات التالية:
1. نظام التشغيل: مثل فدورا أو ماك أو ويندوز.
2. الاسم الفني للجهاز (اسم المضيف): هو الاسم الذي يُعرف به الجهاز على الشبكة.
3. مدة تشغيل النظام: الوقت المنقضي منذ آخر إعادة تشغيل للجهاز.
4. مديري الحزم: الأدوات التي تُستخدم لإدارة البرمجيات، مثل apt .
5. الشل: بيئة سطر الأوامر المستخدمة مثل باش.
6. دقة العرض: أبعاد الشاشة مثل 1920x1080 أو 1366x768.

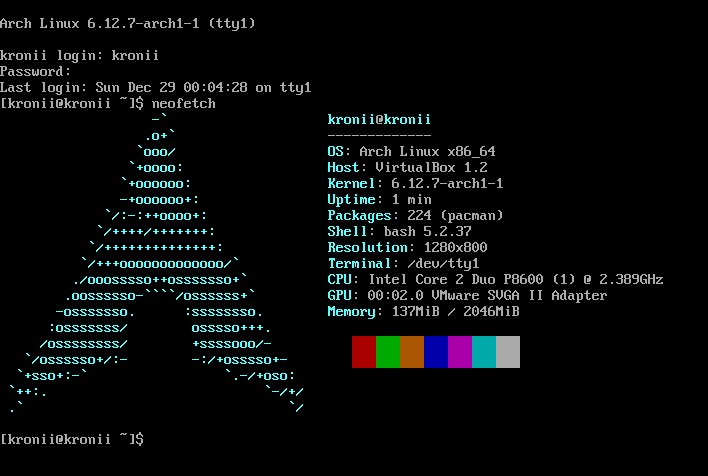
نيوفيتش على ارتش لينكس

7. نيوفيتش على ارتش لينكس بيئة سطح المكتب: الواجهة الرسومية التي يتفاعل معها المستخدم، مثل جينوم .
8. مدير النوافذ: الأداة التي تتحكم في النوافذ المعروضة على الشاشة مثل i3 .
9. الطرفية: التطبيق الذي يسمح للمستخدم بالتفاعل مع النظام باستخدام النصوص
10. وحدة المعالجة المركزية (CPU): المعالج الذي يتعامل مع العمليات الحسابية في الجهاز.
11. وحدة معالجة الرسومات (GPU): المعالج المسؤول عن معالجة الرسومات والعروض المرئية.
12. الذاكرة العشوائية (RAM): الذاكرة التي يتم استخدامها لتخزين البيانات المؤقتة أثناء تشغيل النظام.نيوفيتش على ستيم ديك

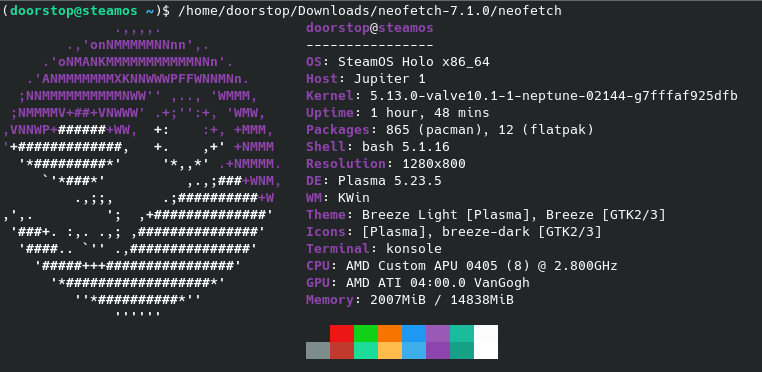
نيوفيتش على ستيم ديك